# Blepharipa pratensis
Blepharipa pratensis är en tvåvingeart som först beskrevs av Johann Wilhelm Meigen 1824.  Blepharipa pratensis ingår i släktet Blepharipa och familjen parasitflugor. Arten har ej påträffats i Sverige. Inga underarter finns listade i Catalogue of Life.